# NGC 2651
NGC 2651 (другие обозначения — ZWG 61.1, KIG 282, PGC 24521) — спиральная галактика в созвездии Рака. Открыта Альбертом Мартом в 1864 году.
Фурье-анализ изображения галактики показал, что её спиральная структура — промежуточная между двух- и трехрукавной.
Этот объект входит в число перечисленных в оригинальной редакции «Нового общего каталога».